# NGC 4622
NGC 4622 ist eine Spiralgalaxie vom Hubble-Typ Sa im Sternbild Zentaur am Südsternhimmel. Sie ist schätzungsweise 187 Millionen Lichtjahre von der Milchstraße entfernt und hat einen Durchmesser von etwa 95.000 Lichtjahren.
Im selben Himmelsareal befinden sich u. a. die Galaxien NGC 4601, NGC 4603, NGC 4616, NGC 4650.
Wie amerikanische Astronomen herausgefunden haben, dreht sich die Galaxie mit ihren Spiralarmen voraus, was im Universum eine Rarität darstellt. Denn normalerweise schleppen die Galaxien ihre Spiralarme hinter sich her. Im Inneren dieser Galaxie befindet sich zudem noch ein Spiralarm, der sich normal verhält. Dieses eigentümliche Verhalten rührt vermutlich von einer Kollision mit einer anderen Galaxie her.
Die Supernova SN 2001jx wurde hier beobachtet.
Das Objekt wurde  am 5. Juni 1834 von dem britischen Astronomen John Herschel entdeckt.

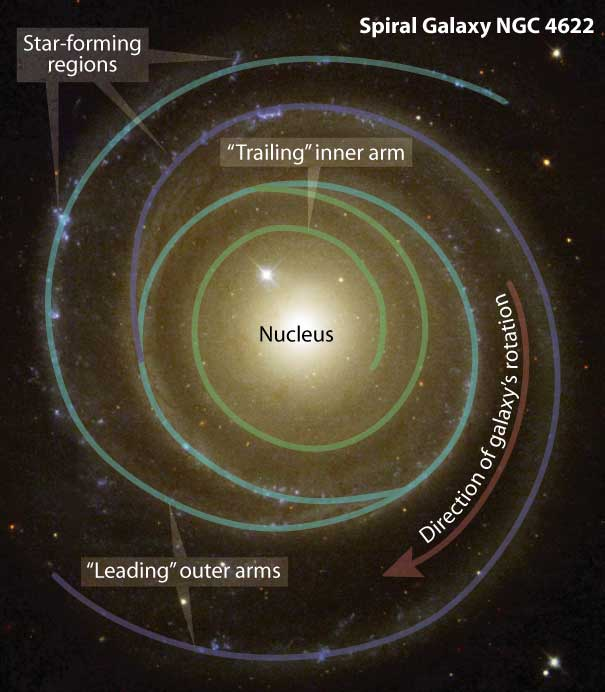
Illustration der Spiralarme in NGC 4622

## Trivia
NGC 4622 nimmt in der Science-Fiction-Serie Perry Rhodan in den Bänden 2900–2999 eine wichtige Rolle ein. Die Galaxie trägt in der Serie den Namen Sevcooris; die Entfernung wird mit 111 Millionen Lichtjahren angegeben.